# ここは沖縄
「ここは沖縄」（ここはおきなわ）は、ふきのとうがリリースした11枚目のシングル。

## 解説
ふきのとうは北海道出身だが、47都道府県の中で特に沖縄県での人気が高く、すべてのシングルが有線リクエストで1位を獲得していた。そのため、沖縄県限定でこのシングルが発売された。
同年に発売されたアルバム『思い出通り雨』にも収録されたが、シングルとは別音源である。

## 収録曲

### Side A
1. ここは沖縄（3分29秒）
  - 作詞・作曲:山木康世／編曲:ふきのとう・瀬尾一三

### Side B
1. 五色のテープ（3分35秒）
  - 作詞・作曲:山木康世／編曲:ふきのとう